# Klaus Selignow
Klaus Selignow (* 12. August 1932 in Babelsberg; † 18. Juni 2015 in Potsdam) war ein deutscher Fußballspieler, Schauspieler und Filmschaffender. In der höchsten Spielklasse des DDR-Fußballs, der Oberliga, spielte er für die BSG Rotation Babelsberg und den SC Rotation Leipzig. Im Anschluss arbeitete er als Requisiteur und Szenenbildner beim Film.

## Sportliche Laufbahn
Bis 1950 war Klaus Selignow Nachwuchsspieler bei der Betriebssportgemeinschaft (BSG) Märkische Volksstimme Babelsberg. 1949 war er mit der Juniorenmannschaft Brandenburger Landesmeister geworden im Jahr darauf Zweiter bei der DDR-Juniorenmeisterschaft. Am letzten Spieltag der Oberligasaison 1950/51 bestritt er in der Begegnung VfB Pankow gegen seine nun als Rotation Babelsberg antretende Gemeinschaft bei der 2:6-Auswärtsniederlage sein erstes Erstligaspiel, in dem er auch bereits sein erstes Tor erzielte. In den beiden folgenden Spielzeiten steigerte er seine Einsätze kontinuierlich, bis er in der Spielzeit 1953/54 mit 25 Nominierungen bei 28 ausgetragenen Oberligaspielen endgültig zum Stammspieler geworden war. Mit seinen dreizehn Toren wurde er auch zusammen mit Johannes Schöne Torschützenkönig der Babelsberger. Bester Torjäger der BSG Rotation wurde er auch in den folgenden drei Spielzeiten. Im Frühjahr 1954 wurde Selignow in den Vorbereitungskader der DDR-Nationalelf für ein A-Länderspiel gegen Rumänien aufgenommen, kam aber weder in dieser Partie noch in anderen Begegnungen zu offiziellen Länderspieleinsätzen für den DFV.
Nach dem letzten Oberligaspiel der BSG Rotation Babelsberg in der Saison 1954/55 wurde Selignow zusammen mit seinen Mannschaftskollegen Schöne zum Schwerpunktclub der Sportvereinigung Rotation, dem SC Rotation Leipzig, delegiert. Dort bestritten beide noch das letzte Punktspiel der Leipziger und erzielten bei der 3:5-Niederlage bei Motor Zwickau jeweils ein Tor. Bereits im Sommer 1955 kehrten beide Spieler wieder zu ihrer Babelsberger Mannschaft zurück. Im Herbst 1955 wurde im DDR-Fußball in allen Klassen eine Übergangsrunde ausgetragen, um ab 1956 im Kalenderjahrrhythmus spielen zu können. In der Oberliga wurden dreizehn Spiele ausgetragen. Selignow, kurz Selle genannt, absolvierte alle Begegnungen und wurde mit zwölf Treffern Torschützenkönig der Oberligaserie 1955.
1956 spielte er letztmals eine Spielzeit voll durch und wurde mit seinen wiederum zwölf Treffern auch zum letzten Mal Babelsberger Torschützenkönig. 1957 bestritt er von den 26 Oberligaspielen nur noch elf Partien, 1958 nur noch neun Spiele. Die Saison 1958 bedeutete zugleich den Abstieg die BSG Rotation aus der Oberliga in die zweitklassige Liga. In der Ligasaison 1959 kam der 27-jährige Selignow in den Punktspielen nicht zum Einsatz, 1960 bestritt er drei Ligaspiele und erzielte noch einmal zwei Tore. Zu Anfang 1961 kehrte der DDR-Fußball wieder zum Sommer-Frühjahr-Spielrhythmus zurück. Gleichzeitig wurde die 1. Fußballmannschaft der BSG Rotation Babelsberg zum neugegründeten SC Potsdam transferiert. Dabei fand Selignow keine Berücksichtigung. Er spielte weiterhin für die BSG Rotation, die mit ihrer ehemals 2. Mannschaft in der drittklassigen II. Liga vertreten war. Mit ihr (1969 in BSG DEFA umbenannt) war er noch bis in die 1970er-Jahre als Fußballspieler aktiv. Klaus Selignow bestritt innerhalb von neuen Spieljahren 153 Meisterschaftsspiele in der Oberliga und war dabei mit 60 Toren erfolgreich.

## Weiterer Werdegang
Bereits 1955 wirkte er als Darsteller im Fußballfilm Drei Mädchen im Endspiel. Nach seiner sportliche Karriere wurde der gelernte Bäcker bei den Babelsberger Filmstudios zum Requisiteur ausgebildet. Für die DEFA arbeitete er dann bis zu seinem Ruhestand. Er verstarb nach längerer Krankheit im Jahr 2015.

### Filmografie
Requisite, sofern nicht anders angegeben
- 1955: Drei Mädchen im Endspiel (als Darsteller)
- 1962: Der Dieb von San Marengo (Bau-Ausführung)
- 1965: Die Söhne der großen Bärin
- 1965: Lots Weib
- 1967: Die Fahne von Kriwoj Rog
- 1970: Netzwerk
- 1972: Die Elixiere des Teufels (als Szenenbildner)
- 1973: Die Wahlverwandtschaften
- 1979: Die lange Straße
- 1982: Martin Luther
- 1982: Hotel Polan und seine Gäste
- 1983: Wo andere schweigen
- 1984: Die Frau und der Fremde
- 1986: Vera – Der schwere Weg der Erkenntnis
- 1988: Der Bruch
- 1989: Die Architekten
- 1990: Polizeiruf 110: Der Fall Preibisch
- 1992: Herzsprung